# مشاهد القيامة في القرآن (كتاب)
كتاب مشاهد القيامة في القرآن من تأليف سيد قطب يبحث في التصوير الفني في مشاهد يوم القيامة.

## إهداء الكتاب
كتب سيد قطب إهداء عن أبيه في كتابه «مشاهد القيامة في القرآن» قال: 

## محتوى الكتاب
يستعرض المؤلف مشاهد القيامة في معظم سور القرآن الكريم مستخدما فيها طريقة التصوير في التعبير فأبرز الناحية الفنية في سور القرآن ومكامن الجمال فيها، ولم يدخل عليها مباحث لغوية ودينية لا يقتضيها العرض الفني الجميل. فيتحدث عن اليوم الآخر في الضمير البشري ثم في القرآن، ويبدأ في إلقاء الضوء على مشاهد يوم القيامة المصورة بعناية بلغة في القرآن الكريم يتناول كل سورة بآياتها الخاصة بهذا الموضوع على حدة.

## قالوا عن الكتاب
سئل الشيخ ابن باز عن رأيه عن الكتاب فقال: